# Князевы (деревня)
Князевы — деревня в Слободском районе Кировской области в составе Шестаковского сельского поселения.

## География
Находится на расстоянии примерно 11 км по прямой на север от районного центра города Слободской.

## История
Известна с 1762 года как деревня Ивановская с населением 15 душ. В 1873 году здесь было учтено дворов 6 и жителей 27, в 1905 9 и 78, в 1926 14 и 70, в 1950 10 и 30, в 1989 оставалось 3 жителя .

## Население
Постоянное население  составляло 2 человека (русские 100%) в 2002 году, 1 в 2010.